# Larry Elgart
Larry Elgart (* 20. März 1922 in New London, Connecticut; † 29. August 2017 in Longboat Key) war ein US-amerikanischer Bandleader und Altsaxophonist des Swing und der Tanzmusik. 

## Leben und Wirken
Er war der Bruder des Trompeters Les Elgart (1917–1995) und Sohn einer Konzertpianistin. Auf Vermittlung von Hymie Shertzer kam Larry Elgart als Altsaxophonist in die Band von Charlie Spivak. Danach spielte er bei Woody Herman, Red Norvo, Freddie Slack und Tommy Dorsey. Mit seinem Bruder Les gründete er Mitte der 1940er-Jahre eine eigene Tanzband (Les & Larry Elgart Band), die anfangs wenig erfolgreich war trotz Arrangements von Nelson Riddle, Bill Finegan, Ralph Flanagan, später an Tommy Dorsey verkauft. Hinzu kamen äußere Umstände, die ein allgemeines Bigband-Sterben Ende der 1940er-Jahre bewirkten, so dass beide Brüder ihre Bigband ebenfalls auflösten und zeitweise wieder als Sidemen arbeiteten. 
Der Umschwung kam Anfang der 1950er-Jahre, als Larry Elgart mit dem Komponisten und Saxophonisten Charles Albertine, mit dem er in einem Broadway-Orchester spielte, einige experimentelle Alben aufnahm: Impressions of Outer Space (Brunswick, 1953) und später Music for Barefoot Ballerinas (Decca, 1955). Obwohl diese kommerziell wenig erfolgreich waren (und erst später Sammlerstücke wurden), lernten sie die Vorteile kennen, die durch die Fortschritte in der Aufnahmetechnik seit dem Ende der Bigband-Ära erzielt worden waren. Sie etablierten Mitte der 1950er-Jahre, was als Elgart Sound bekannt wurde und durch präzise Arrangements bis zur Platzierung der Mikrophone bei den Aufnahmen erreicht wurde. Insbesondere konnte die Rhythmus-Sektion so einen leichteren Beat spielen (das Klavier entfiel). Es gab fast keine Solos mehr und Saxophone und Blechbläser spielten eng synchronisiert. Das war der Beginn einer ganzen Reihe erfolgreicher Alben bei Major Labels wie RCA Victor, Columbia Records, Decca und MGM, beginnend mit Sophisticated Swing bei Columbia 1953. 
1954 nahmen sie die Erkennungsmelodie der legendären TV-Tanzmusik-Sendung Bandstand auf, den Bandstand Boogie (basierend auf einer Komposition von Albertine). Die Show lief über 30 Jahre bei ABC.
Ende der 1950er-Jahre trennten sich die Brüder und führten jeweils Bands unter eigenem Namen für Studioaufnahmen. Der Elgart Sound hatte inzwischen seinen Reiz verloren und Larry versuchte Neues mit Al Cohn als Arrangeur. 1963 taten sich die Brüder für kurze Zeit erneut zusammen. Les Elgart zog sich danach zurück nach Texas (wo er gelegentlich noch einmal eine Bigband zusammenstellte), während Larry Elgart bis in die 2000er Jahre weitermachte. In den 1960ern nahmen sie neue zeitgenössische Rock- und Pop-Impulse auf (mit Arrangeur Bobby Scott, der ab 1963 Albertine ersetzte). In den 1980er-Jahren hatte er großen Erfolg mit Hooked on Swing Sound à la James Last. Ein gleichnamiges Album gemeinsam mit dem Manhattan Swing Orchester aufgenommen, wurde im Januar 1985 in den USA mit einer Platin-Schallplatte ausgezeichnet.